# Želva rytířská
Želva rytířská (Chersina angulata) je druh želvy z čeledi testudovití, která se vyskytuje v suchých oblastech Jihoafrické republiky. Je jediným známým zástupcem rodu Chersina.

## Popis
Jde o malou želvu. Má pouze jeden hrdelní (gulární) štítek, jako většina jihoafrických želv má šíjový (nuchální) štítek. Má pět drápů na předních a čtyři drápy na zadních nohou. Ve zbarvení i stavbě těla existuje značná regionální variabilita. 
Samci bývají větší, delší a štíhlejší („arašídový“ tvar) a mají konkávní plastron.

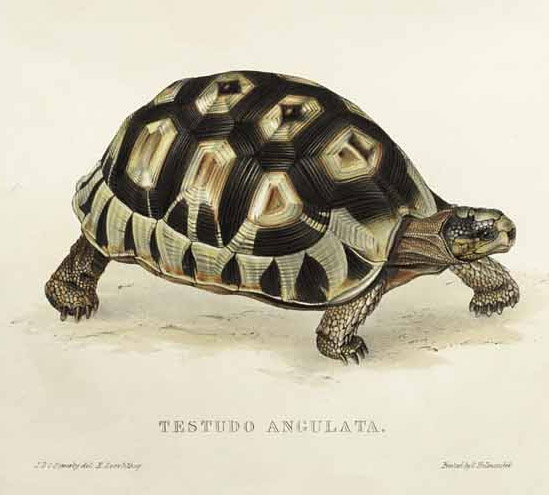
kresba želvy rytířské

## Rozšíření
Vyskytuje se v oblastech se středomořským klimatem na jihozápadě Jihoafrické republiky a jihu Namibie. Malé kolonie se také vyskytují ve střední Namibii, kde byly zavlečeny. Vyskytují se také na ostrově Dassen.
Mezi přirozené predátory patří mangusty, šakali, medojedi, paviáni a dravci. Ze zavlečených druhů například vrána černobílá. Želvy ohrožují také pravidelné požáry a lidská činnost (zabírání původních biotopů pro zemědělství, nelegální sběr pro obchod se zvířaty).